# Спіркіна Ольга Борисівна
Ольга Борисівна Спіркіна (нар.. 8 квітня 1964, Москва, СРСР) — російська акторка театру і кіно, телеведуча, викладачка майстерності телеведучих у власній Школі телебачення Ольги Спіркіної «Останкіно-ТБ» [Архівовано 4 квітня 2019 у Wayback Machine.].

## Біографія
Ольга Спіркіна закінчила школу № 21 з гуманітарним ухилом. У шкільні роки брала активну участь у театральному гуртку, яким керував Борис Наумович Лондон, що викладав у Московському державному університеті імені М. В. Ломоносова російську мову і літературу. Саме в той період Ольга і вирішила стати акторкою, але для початку знайти стабільну професію і після школи вступила на юридичний факультет МДУ. Навчаючись в університеті, Ольга Спіркіна не забувала про свою мрію і влаштувалася на роботу до театру-студії Г. Юденича.
Через рік, дізнавшись про додатковий набір на курс Олега Табакова, Ольга зважилася на прослуховування і відразу була зарахована на другий курс акторського факультету ГІТІСу (майстерня Олега Табакова).
Після закінчення інституту грала в Театрі-студії під керівництвом Олега Табакова. Пізніше Ольга Спіркіна на запрошення Віталія Ланського, який запропонував одразу три головні ролі, перейшла до Нового Драматичного театру.
Паралельно почалася робота на телебаченні. Перше інтерв'ю було записано з великим радянським аніматором Гаррі Бардіним (Комсомольская правда). На телебаченні Ольга спробувала себе в багатьох професіях: кореспондентка, телеведуча, шеф-редакторка, режисерка. «Коли я працювала в РІА „Новини“, мені виповнилося 28 років: у мене в підпорядкуванні було 36 кореспондентів», згадує вона.
З 1983 року Ольга Спіркіна регулярно знімається в кіно. На рахунку актриси більше 50 художніх фільмів та серіалів
У 2019 році Спіркіна потрапила у конфлікт з Оленою Летучею через два подібних навчальних заклади Вища школа «Останкіно» та «Школою телебачення Останкіно ТБ»

## Родина
- Батько: Борис Миколайович Спіркін (1937—1982) — радянський хокеїст, Майстер спорту СРСР. Похований на Ваганьковському кладовищі разом з матір'ю і другою дружиною.
- Бабуся: Ганна Дмитрівна Спіркінка (1910—1957)
- Мати: Віра Павлівна Спіркін, в другому шлюбі Мерінова.
- Чоловік: Дмитро Кончаловський[2].
- Мачуха: Валентина Андріївна Спіркіна (1939—2014)
- Однокровна сестра: Юлія Борисівна Спіркіна, в шлюбі Мармазинська (нар.. 1974)
- Дві доньки[3].
- Племінник Максим Спіркін.
- Племінник Іван Спіркін.
- Племінниця Софія Спіркіна.

## Освіта
ГІТІС імені А. В. Луначарського — акторський факультет (майстерня О. П. Табакова).
МДУ імені М. В. Ломоносова — факультет журналістики (теле — та радіожурналістика).
ІПК — режисер мистецьких програм.

## Звання
Академік Міжнародної Академії Телебачення.
Член Гільдії акторів кіно Росії.
Член Спілки Кінематографістів Російської Федерації.

## Телебачення
З 1991 по 1993 роки Ольга Спіркіна працювала програмною продюсеркою, керівниця програми. «Дзеркало»; «Five from life» (спільно з BBC) (телекомпанія РІА ТБ Новини).
З 1993 по 1995 роки — керівниця і ведуча програм «Наш стиль», «Діловий автограф», «Домашний Очаг», «Крок за кроком» (канал РТР).
З 1995 по 1996 роки — авторка і ведуча популярної музично-розважальної програми «Живий звук» (канал МТК).
З 1997 по 1998 роки — ведуча-коментаторка ранкового каналу «Навігатор» (канал ТВЦ).
З 1998 по 2000 роки — шеф-редакторка програми «Сегоднячко-Червона стріла» (телеміст Москва-Пітер), ведуча програми «Сегоднячко-Ранок» (канал НТВ).
З 2000 по 2001 роки — ведуча соціально-політичної програми «Міські збори» (канал ТВЦ).
З 2001 по 2002 роки — ведуча програми «Новини Підмосков'я» на «Третьому каналі» (ТРВК «Московія»); режисерка програми «Квадратні метри» (канал ТВЦ).
З 2002 по 2003 роки — ведуча інформаційного блоку Російсько-Американського телеканалу «Русский мир».
З 2007 р. по 2009 р. — ведуча програми «Народжені в СРСР» на телеканалі «Ностальгія»
Також працювала на телеканалі «2х2», вела програму «Магазин на дивані»
На телеканалі «Довіра» вела програми «Ретроканал» і «Краса і здоров'я».
З червня 2016 р. по квітень 2017 р. вела авторську програму «Зворотна сторона медалі» на каналі ЛДПР-ТВ.

## Ролі в театрі
Театр-студія під керівництвом О. П. Табакова:
- «Прищучил» (Б. Кіїф)
- «Жайворонок» (Ж. Ануй)
- «Дивакуватий Журден» (М. Булгаков)
- «Дах» (А. Галін)

Експериментальний театр-студія Р. Юденича
«Вестсайдська історія» (Мюзикл. Адаптація п'єси Вільяма Шекспіра «Ромео і Джульєтта».)
Театр «Співдружність акторів на Таганці»
«Обмін» (Ю. Трифонов)

## Фільмографія
- 1983 — Привіт з фронту
- 1984 — Лідер — епізод
- 1984 — Щаслива, Женька! — епізод
- 1985 — Несхожа
- 1986 — Потрібні люди
- 1986 — Полювання на останнього журавля
- 1986 — Таємниці мадам Вонг — епізод
- 1987 — Цирк приїхав
- 2001 — Люди та тіні. Секрети лялькового театру
- 2002 — Юрики — Регіна
- 2002—2005 — Дружна сімейка — Лариса
- 2003 — Повернення Мухтара
- 2004 — Рокіровка - Ірина Едуардівна, пластична хірургиня
- 2005 — Аеропорт — Лайма
- 2005 — Мальчишник, або великий секс у маленькому місті
- 2005 — Тобі, не знав мене
- 2005—2007 — Приречена стати зіркою — Марьяша
- 2006 — Аеропорт 2 — Лайма Себастьянівна, генеральна директорка авіакомпанії
- 2006 — Солдати 8 — епізод
- 2007 — Жіночі історії
- 2008 — Осінній детектив — Світлана Мішуріна
- 2008 — Листоноша — Алла
- 2008 — Терміново в номер 2 — Лариса Миколаївна
- 2008—2009 — Великий Ґніт (у виробництві) — Дама
- 2008 — У пошуках t.A. T. u.
- 2009 — Ранєтки — Калерія Вікторівна Разіна — вчителька з економічної географії
- 2010 — Самозванка — продавчиня на ринку
- 2012 — Вірний засіб — Людмила Юдіна (19-а серія)

## Премії та нагороди
- У 1993 році — Премія Союзу журналістів «Найкращі журналісти року»
- У 1994 році — Італійська національна літературна премія «Бріанца». 1-е місце в номінації «Авторський фільм» (за фільм про м. Переяславль-Залеський «Нові часи старого року»)
- У 2004 році — Орден «За професійну честь, гідність і ділову репутацію» (Російська геральдична палата)